# Rio Corubal
Rio Corubal är en flod i Guinea-Bissau. Mynningen ligger i den centrala delen av landet, 60 km öster om huvudstaden Bissau.